# Kawahmanuk
Kawahmanuk is een bestuurslaag in het regentschap Kuningan van de provincie West-Java, Indonesië. Kawahmanuk telt 1492 inwoners (volkstelling 2010).